# Дукаревич, Майя Захаровна
Майя Захаровна Дукаревич (14 мая 1925, Москва — 16 августа 2001, Москва) — практический психолог, специалист по проективным тестам, автор методики «Рисунок несуществующего животного».

## Краткая биография
Родилась в семье советского чиновника и дворянки. Отец, Дукаревич Захар Ильич, происходил из общины смоленских евреев, работал начальником сектора материальных балансов и начальником строительства в 17-м тресте Наркомата лёгкой промышленности. Мать принадлежала к обедневшему дворянскому роду.
По дворянской традиции до третьего класса девочка получала домашнее образование, обучаясь гувернантками. Дукаревич с детства владела французским и немецким языками, последнему также способствовал тот, факт, что её бонна была немкой. В 1938 году Захар Ильич был арестован по обвинению в контрреволюционной деятельности и в апреле следующего года расстрелян. Вскоре умерла и мать. Девочка, оставшаяся на попечении старшей сестры, вынуждена была устроиться на фабрику, совмещая работу с обучением в вечерней школе.
Во время Великой Отечественной войны Майя Дукаревич с сестрой перебрались из Москвы в Свердловск, где жила их тётка. Чуть позже туда были переведены некоторые факультеты МГУ им. М. В. Ломоносова, эвакуированные до этого в Ашхабад, и Дукаревич поступила на романо-германское отделение филологического факультета. Однако доучилась она только до пятого курса, когда была отчислена (согласно интервью Дукаревич, опубликованному в журнале «Остров», после войны она всё же закончила МГУ).
Тем не менее Дукаревич продолжала самообразование, найдя своё призвание в психологии. Она работала на должности лаборанта в психологической лаборатории ЦНИИ судебной психиатрии им. В. П. Сербского (зав. Н. Н. Станишевская), в психологической лаборатории МНИИ психиатрии МЗ РСФСР (зав. Б. М. Сегал), в генетической лаборатории МНИИ психиатрии (зав. В. П. Эфроимсон), последним местом работы стал суицидологический научный центр (зав. А. Г. Амбрумова). Несмотря на то, что Дукаревич формально не имела психологического образования и соответствующих научных степеней или званий, она занималась преподавательской работой. Её лекции по характерологии проходили на факультетах повышения квалификации психологического факультета МГУ и Первого Московского медицинского института.
В 1970-х гг. М. З. Дукаревич совместно с Ю. С. Савенко перевели и адаптировали тест Роршаха и методику «Рисунок человека». Тогда же была разработана и методика «Рисунок несуществующего животного». Однако впервые под фамилией автора она была опубликована лишь в 1990-е гг.
Дукаревич было инициировано создание психореабилитационного центра «Свеча» и службы «Телефон доверия». Будучи открытой лесбиянкой, в 1990-е гг. она также занималась проблемами гомосексуальности и помогала созданию объединения писательниц-лесбиянок «МОЛЛИ». По словам Виктора Аксючица, являясь большую часть жизни убеждённым атеистом, под впечатлением от общения с одним из своих пациентов Майя Захаровна всё же приняла православное крещение под именем Мария.
В. В. Аксючиц гоговорит о Майе Захаровне как о своем духовном наставнике. По его книге, Майя Захаровна вела аскетичный образ жизни и помогала в восстановлении людей с попытками суицида и другими проблемами. При этом эти люди часто находились в её квартире, которая, по замечанию автора, была заставлена книгами, а из мебели в ней описано только алюминиевое кресло с протертой обивкой. Большую чать работ М. З. Дукаревич публиковали её ученики или начальники под своими именами (за исключением работы по характерологии, опубликованной уже в 1990-х). Даже находясь под капельницей перед смертью Майя Захаровна продолжала консультировать приходивших к ней людей, в том числе, и сопалатников и медсестер.
В Самарканде есть Психологическая школа имени Майи Дукаревич.

## Характерология
Свою характерологию Майя Захаровна строит основываясь на типологии Кречмера, в ней присутствуют четыре основных типа: шизоидный, истероидный, игзоидный и психастенический и два «сводных»: шизо-истероидный и истеро-шизоидный, которые, хотя по названию и являются сочетаниями двух типов, на деле самостоятельны и отличны от исходных. Она также выделяет внутренние «стержни», на полюсах которых можно расположить эти типы характеров и отмечает, что несмотря на схожесть названий типов с психическими заболеваниями, они ни в коем случае не означают болезни человека, к которому применимы и означают лишь то, что иногда наиболее яркие проявления именно этого типа видны при соответствующем заболевании.

### Шизоидный тип
Стержень типа — обращённость вовнутрь, слабая связь с внешним миром (при том не эгоцентризм, не любование своими качествами, характерное для истероидов, но заинтересованность в феноменах и темах внутреннего мира). Этот тип характеризуется сложностью восприятия внешних сигналов и при ориентации на себя — к самостоятельности в мышлении — вся информация проходит тщательную проверку и выяснение смысла перед запоминанием и использованием и никогда не принимается на веру. Интеллект может быть как высоким, так и низким, конформность также может быть очень сильно выражена или отсутствовать напрочь. Чаще среди шизоидов встречаются неконформные, так как не все общепринятые правила проходят субъективную проверку шизоида. Конформность среди шизоидов чаще встречается на сниженном уровне интеллекта. В силу самостоятельности мышления им свойственно нахождение разных подходов к одной проблеме, генерализация информации и очень эффективное построение схем. При высоком интеллекте это ученые-теоретики в абстрактных областях знания, оперирующих с формальными понятиями, но не с практикой, требующей точности. На низких уровнях интеллекта прямолинейны и ригидны, так как недостает ни конкретности (в силу типа), ни способности к обобщению. Это также люди устойчивого подхода, что не отменяет приобретения ими новых, однако предыдущие подходы при этом не заменяются новообретёнными, но сохраняются. Это люди искренние, в разговорах не сходящие с темы. Сложности в общении очень характерны в силу того, что общение подразумевает поворот к другому человеку, а шизоид ориентирован на себя, не эмпатичен, плохо понимает эмоции. По этой причине круг общения обычно неширокий, но постоянный: несколько очень близких друзей, чем ближе они становятся шизоиду, тем с большей вероятностью будут отвергнуты из-за того, что не оправдают его ожиданий в качестве полностью идентичного ему человека. Однако, установление постоянных дружеских отношений возможно, в этом случае они обретаются надолго. Люди шизоидного типа часто преданны и не навязывают своего мнения, готовы помогать, но чаще у них это не получается в силу вышеуказанных причин. В случае же если шизоид понимает эмоциональное состояние другого человека он может не суметь этого выразить и может быть принят за холодного и нечувствительного человека. При этом схвачено будет основное настроение, после чего, минуя этап переживания эмоции, начнётся поиск решения проблемы. Это также тип, для которого характерны глубина, то есть частое несовпадение поверхностного и более глубокого уровней по полярности (в работе — сухой человек, внутри — жизнерадостный, эмоционально чувствительный) или несовпадению (тот же сухой человек внутри может быть авантюристом).
|                                                              | высоко эмоциональный                   | низко эмоциональный                    |
| ------------------------------------------------------------ | -------------------------------------- | -------------------------------------- |
| высокая замкнутость                                          | полярный вариант                       | расходящийся вариант                   |
| низкая замкнутость                                           | совпадение внешнего и глубинного слоев | совпадение внешнего и глубинного слоев |
| Резерваты-оазисы — наличие особенной глубины под полярностью |                                        |                                        |

### Истероидный тип
Полярен к истероидному. Стержень — ориентация вовне, готовность конструировать своё поведение и деятельность с ориентировкой на внешний мир, эгоцентризм с эгоистическим его полюсом. Из ориентации на внешний мир следует неустойчивость, выбор между конформностью (так проще добиться уважения окружающих) и неконформностью (выделиться ради привлечения внимания). Своеобразия в мышлении нет, единственный путь к нему — противоположная шизоидной полная конкретность, детальность. Ориентация в ситуации быстрая и часто интуитивная в силу обращённости на внешний мир, однако затруднена фантазированием, происходящим из жалости к себе. Охотно принимают помощь и разбираются, кто лучше может её оказать. Из-за неумения планирования редко достигают целей, которые при этом часто эмоциональны. По этой причине неудач и чувства неудовлетворённости люди истероидного типа переносят конструирование в мир фантазий. Защитное фантазирование может быть представлено в нескольких формах:
- полярный — всё, что неуспешно становится успешным в мире фантазий или происходит смена ролей — например, обижаемый истероид становится на позицию обидчика и наказывает последнего, ставшего жертвой.
- отвлекающий — неудачная сфера деятельности не становится удачной, вместо этого создаётся другая, не противоречащая ей воображаемая область успеха или просто интереса.

Это свойство очень характерно для истероидов, но его сложно выделить при эмоциональном или интеллектуальном снижении (придумать новый мир невозможно, а для копирования доступен только неудовлетворяющий). Процесс фантазирования настолько глубок, что часто смешивается с реальностью, из-за чего истероид может уловить помимо деталей ситуации ориентиры из своего воображения. При высоком интеллектуальном уровне возможен контроль такого эмоционального смешения, но он очень сложен, из-за чего истероиды часто работают на уровне ниже своих возможностей, однако высокий интеллект даёт им возможность лучше защищать эго и не быть открыто демонстративными, ища более изящные пути. Из-за ориентации вовне они могут становится на место других людей и переключаться на другие ситуации настолько легко, что создают о себе впечатление неустойчивых и непредсказуемых. Это, однако, не лабильность, не неспособность удержаться на одном пути, а привлекательность других возможностей. Лабильным может быть только патологизированный истероид. Нет способности к планированию, планы не соблюдаются, перестраиваются и деятельность идет без них, становится беспорядочной. Установки меняются со сменой ролей. Контакты неглубоки из-за их непредсказуемости истероида, неустойчивы, так как даже малейший отказ приводит к разочарованию в человеке. Вмешательство в свои дела приветствует, если в этот момент ему плохо и если решением его проблемы будет заниматься другой человек. Люди истероидного типа представляются как эмоциональные, но во многом это впечатление создается из накручивания себя и использования крайней эмоциональной лексики, на деле же эмоциональность средняя. Случаются характерные только для истероидов эмоциональные паузы — когда в длительное переживание одной эмоции вклинивается на короткий срок другая. Эгоцентричность иногда сильна настолько, что человеку не хватает некоторых привязанностей. Демонстративность часто связана с бедностью афишируемой сферы: вся энергия уходит на создание образа, на суть же её не остаётся. Истероиды эмоционально незрелы, то есть не переносят отказов и отсроченности результатов, принуждения, в том числе и на работе, что ведет к неприятию ими основных социальных компонентов. Не терпят монотонии, хотя и быстро устают от восприятия и отклика на все внешние раздражители. В работе проявляют усердие и могут дать стоящий результат только если она сулит признание и почести, в других случаях, стремясь избежать напряжения, перекладывают работу на других или выполняют её некачественно. Особенность истероидов — использование соматического состояния: они способны как имитировать прошедшие заболевания, так и усиливать симптомы имеющихся, при этом их вегетатика чувствительна к психическому состоянию, они склонны к психосоматическим заболеваниям. Декомпенсирующие ситуации — повышенные требования и нарушение значимых отношений, что может вести к реактивным депрессиями и расстройствам вегетатики, которые включаются в механизм накручивания и усугубляются. Внушаемость имеет следующую особенность — истероида легко переубедить, но новое мнение не задержится надолго, из-за чего могут возникать трудности в разных типах терапий и коррекций психики и поведения. От психоза истероидов отделяет связаннасть их выдуманного мира с реальным, что невозможно при психотической отсоединённости от мира. При трудностях социальной адаптации и интеллектуальном снижении особенно сильны механизмы отрицания и вытеснения. Истероиды обыкновенно хорошие исполнители любого рода, яркие и известные, но не создающие идей и направлений.

### Психастеники
Стержень — недостаточность энергии, что может быть обусловлено генетически (унаследованные особенности обменных процессов, вегетатики) или ранним постнатальным/внутриутробным воздействием. Восстановление в глубоком сне неполноценное, как и снабжение кислородом, недостаточно глубоко и недостаточно энергично, сон неглубокий. Им сложно включиться в работу с утра и чаще люди этого типа являются «совами», «разгоняясь» к обеду и работа продолжается до ночи, после чего они просыпаются снова уставшими. Часто эмоциональный фон мрачен, реже — приподнятое настроение и совсем редки эйфорические переживания. Даже светлые переживания оттенены грустью. По причине недостатка энергии — много подсознательных механизмов её экономии (педантичность, привычка к традициям, поведенческие стереотипы). Контакта у психастеников мало по той причине, что это требует энергии, потребность в общении не отсутствует, но парализована. Они могут быть эгоистами, но не из-за самолюбования, а потому что на большее их не хватает, это не доставляет им удовольствия и является одним из ограничителей. В контакте ведомы, не настойчивы, не инициативны. Однако, психастеникам свойственно стремление к занятости, работе, так как эту деятельность за них организуют другие. Такая работа не должна требовать решений, требовать творчества или быть разнообразной, она утомляет психастеника и это является его отличительной чертой. В случае праздности или увеличения нагрузки они теряют чувство безопасности, становятся нервозными и теряются. Им свойственны сомнения, так как на самоанализ не хватает энергии, что приводит к невозможности его осуществления и ожиданию неудач. Ответственность, особенно за людей, для них — тяжелая нагрузка, и хотя они являются отличными руководителями, привести это может только к проблемам со здоровьем у психастеника, впрочем, назначения на руководящие должности психастеники и сами стараются избегать. Часто среди них встречаются люди, подверженные навязчивостям и фобиям. Фобии вторичны, производны от педантизма и могут задерживаться и разрастаться, усиливаться и гипертрофироваться до патологии. Первично вязкости и повторяемости у них нет, но последняя образуется из-за действия ограничителей и тревожности, из-за чего контроль повотряется раз за разом. В деятельности они часто направляются извне и поэтому могут допускать ошибки типа пропусков, могут быть рассеянными или забывчивыми и ошибочно отреагировать на мелкий раздражитель очень сильно из-за того, что их деятельность построена не на их мотивах. Сами к большим целям психастеники не идут, но будучи исполнительными и подталкиваемыми окружающими могут принять на себя её выполнение. В таком случае — чем выше цель, тем ниже падает самооценка, что вместе с неуверенностью в себе может приводить к возникновению субдепрессивного фона. При совпадении во времени с астенизацией — падение значительное. Могут произойти попытки суицида или лёгкие депрессии, последние успешно снимаются психотропными препаратами или другими средствами. Если депрессия не формируется, субдепрессивный фон задерживается надолго и снять его трудно, вместе с ним иногда развивается ипохондричность. При сильных внешних нагрузках возникают «сумеречные состояния» — отключения, защита, барьер, дающий возможность отдохнуть и восстановиться, имеет нервную, а не гуморальную регуляцию. В случае формирования психастенического типа на почве ранней травмы создаются псевдопсихопатии — нестойкие и нерезкие формы психопатических проявлений. В случае зависимости от генетической основы — могут развиваться настоящие психопаты. В речи и деятельности точны и осторожны, страдают от одиночества, но не ищут выхода из-за малой инициативности, закрытые из-за боязни показать уязвимые места и получить удар по ним. Барьер тревожности повышен (так как тревожный сигнал требует мобилизации, но активировать нечего), психатеники не тревожны ни в чем, кроме собственных решений, они не предполагают опасности, от которой могут пострадать сами.

### Игзоиды
Название происходит от греч. «липучесть», «липкость», хотя более популярным названием этого типа является «эпилептоидность». Стержень — замедленность и вязкость процессов, их повторяемость, липучесть, интеллектуальная и аффективная. Мышление последовательно и правильно организовано, но слегка замедлено, как и эмоциональные реакции и восприятие и переработка сигналов. Это не означает снижения, все операции на любых уровнях игзоидам доступны. Когда сигналы поступают быстро или единовременно, игзоид может оказаться неспособен их распознать и не отреагирует, ориентировка во времени затруднена. Игзоид может сориентироваться в ситуации с обощением не ниже, чем у шизоида и конкретностью истероида, если у него будет достаточно времени. Поиск пути канализации эмоций также замедлен из-за чего негативные эмоциональные состояния задерживаются и накапливаются. Игзоиды терпеливы, выносливы, работоспособны, но переключаются с трудом. По этой причине они могут казаться не очень умными и чуствуя, что ожидания для них занижают, становятся хмурыми и напряженными. Контакт осложнён из-за узконаправленности игзоидов. Случаются периоды сниженного настроения из-за того, что они устают от занижения ожиданий, от низких оценок, но люди этого типа не невротизируются. Окраска настроения приглушенная, радость и бодрость несвойственны. Ориентированность вовнутрь вторична и происходит из сложности выхода на контакт с внешним миром. Отсюда возникает интраверсивная тенденция в интересах. Потребность в контакте нормальная, но склонность к замкнутости и редкому выходу на контакт присутствует. Большинство игзоидов доброжелательны, совестливы, готовы оказывать помощь, могут становиться гиперсоциальными. Раздражительны только в моменты усталости и затруднениях. При неприятии гиперсоциального поведения окружающими может появиться подчеркнутость поведения — возникает гиперсоциальный синдром. Игзоиды — люди привычки, с высокой самооценкой, хорошо обучаемы (медленно, но основательно), хорошие семьянины и люди с сознанием собственной правоты. В сосредоточенности на семье они однако не могут заподозрить обмана, так как настолько уверены в добротности своей деятельности, что у них не возникает ни тенденции ни потребности что-либо проверять. Поэтому даже будучи обманутыми, они сохраняют своё отношение к членам семьи. В деятельности они точны и педантичны, из-за чего часто склонны к недовольству результатом, но не расстраиваются, а предпринимают активные попытки анализа и поиска нового направления. Очень старательны, неуспех мобилизует, а не обескураживает. Из этого иногда происходит повышение требований к себе и к окружающим и усиление педантичности, однако они не руководят, а действуют на равных. При этом они настойчиво и упорно предъявляют требования к себе и к окружающим до тех пор, пока не вызовут раздражения. Их считают людьми навязчивыми, надоедливыми и потому отталкивают. Игзоиды могут быть нетактичны, но не потому, что не понимают или не чувствуют, но потому, что осознавая причину неприязни к себе продлжают вести себя по-прежнему, не из упрямства, а из чувства долга. Из-за этой навязчивости и добросовестности люди их избегают и игзоиды страдают от одиночества. Они понимают и несправедливость такого отношения и причины, но терпят это и не ищут выхода. При достаточной выраженности типа — «люди с глазами преданной собаки», что часто воспринимается людьми как упрек себе и увеличивает их одиночество. В ситуации нарастания астении или в тяжелых условиях с формированием акцентуации приобретают агрессивность, взрывчатость, становятся «борцами за справедливость», о вмешательстве которых никто не просил. В работе склонны застревать на одной теме, из-за чего пропускают сроки, хотя качество работы может быть высоким, чем вызывают недовольство у коллег, которое тем больше, чем терпимее игзоид. Педантизм для игзоида — не защитный механизм, а необходимый, природный педантизм. Они на высоком уровне выполняют свою работу, не склонны перекладывать обязанности или принимать помощь, но могут задержать работу команды из-за пропуска сроков. В личной жизни замедленность тоже сказывается: они либо не успевают выразить свои чувства либо выражают их так многословно, что не получают сочувствия. В разговоре невозможно принять объяснения игзоида, даже если сообщить, что мысль уже ясна и в продолжении нет нужды. Объяснение будет продолжено из-за веры в то, что всё должно быть объяснено до конца и в мельчайших деталях и практических подробностях. Даже вегетатика у игзоидов замедлена, что нужно учитывать при лечении — препараты действуют дольше. Игзоиды сильно зависимы от пространственных ощущений, так как и ориентировка и адаптация замедлены. Профессии часто выбираются династические, унаследованные от предков. В общении характерно то, что вначале от игзоида невозможно избавиться, но когда степень отрицания контакта с ним дойдет до невыносимого дискомфорта, он уйдет от этого контакта навсегда и вернуть его будет невозможно.

### Двухполюсные типы (шизо-истероидный и истеро-шизоидный)
Подчёркивается, что эти типы самостоятельны и нельзя сказать, что они находятся где-то в континууме между истеоидностью и шизоидностью. Они стоят на свойствах каждого радикала, но не представляют их суммы, это самостоятельные образования. У каждого из этих типов два радикала, то есть берутся свойства каждого из полюсов. Это может получаться путем генетической передачи каждого типа от родителей. Иногда радикалы равносильны настолько, что сложно сказать, какой из них ведущий, однако чаще это шизо-истероидный тип, так как шизоидный радикал всё же сильнее. Более сильный радикал создаёт основание, оставляя возможность включения вторичных черт другого радикала.
Шизоидный радикал чаще несет свойства, благоприятствующие контакту, в то время как истероидный — свойства, затрудняющие контакт. Причина объединения этих противоположных типов как раз в их полярности — им есть, чем соприкасаться. Психастеники и игзоиды просто разные, у них не может быть сочетаний. Психастенический радикал, однако, может сочетаться с истероидным по точке формирования напряженности, но тип они не образуют, существует просто радикал с наслоением фрагментов другого. Эпилептоидный тип, включенный в психастенический тоже вероятен, но тип при этом не образуется, такое сочетание близко к патологии. В норме истероидного типа эпилептоидных включений нет, но в ослабленном виде могут быть.

#### Шизо-истероиды
Ведущий радикал — шизоидный. Интровертированнось сохраняется и шизо-истероид способен на глубокий контакт, но это распространяется только на сферы особенного самовыражения, в отдалённых сферах человек больше похож на истероида. Относительно социума они неконформны, но внутри референтной группы — конформны полностью. В её среде они глубоко контактны, ведут себя как истероиды, но при этом вся группа в целом полностью неконформна к окружающему миру. Благодаря основному радикалу они всё ещё схватывают основное, группы особые, но не антисоциальные. Это группы элиты, учёных, объединения по хобби. Вне групп контакт поверхностный и потребности в нём нет, но потребность в глубоком контакте внутри группы очень высока.

#### Истеро-шизоиды
Обычно истеро-шизоиды повторяют тенденции и действия истероидов, от шизоидного радикала добавляются второстепенные свойства — генерализация в мышлении и путь по направлении теоретической части даже в демонстративной деятельности. Среди них есть группы, внешне хорошо контактные, но более устойчивые в контакте, нежели истероиды, но столь глубоких контактов, как у шизоидов, у них нет. «Это единицы, вокруг которых лёгкий ров пустоты, а затем — мостики, перекинутые в широкий социум». Контакт широкий, но не без включения в группы. с лёгкой изоляцией. Конформны, но с внутренне оппозиционными установками относительно необходимости примириться с конформным поведением.

## Методика «Рисунок несуществующего животного»
Согласно данной методике, для исследования личности испытуемого ему предлагалось изобразить животное, не существующее в реальности. Методика относилась к проективным методам исследования личности, поскольку обладала всеми его признаки, в том числе она содержала неопределённый стимульный материал, который испытуемому предлагалось произвольно структурировать. Однако первоначальный вариант методики содержал лишь своеобразный каталог интерпретаций деталей рисунка и при этом практически не содержал теоретического обоснования этих трактовок. Кроме того, рисунок мог оказаться недостаточно информативным ввиду своей лаконичности. Поэтому последующие исследования методики «Рисунок несуществующего животного» были направлены на её валидизацию и на восполнение этих недостатков.